# قطعنامه ۲۰۱۰ شورای امنیت
قطعنامه  ۲۰۱۰ شورای امنیت سازمان ملل متحد که در تاریخ ۳۰ سپتامبر ۲۰۱۱ تصویب شد، سندی بین‌المللی دربارهٔ بررسی وضعیت سومالی است. این قطعنامه طی نشست ۶۶۲۶ام با ۱۵ رای موافق، ۰ مخالف و ۰ ممتنع تصویب شد.